# V10
V10 är en motorkonfiguration, hos motorer i supersport- samt Formel 1-bilar, som har två cylinderbankar med fem cylindrar per bank. En V10-motor är längre än en V8 motor, men kortare än en rak 6-cylindrig motor. 

## Egenskaper
En V10 motor har generellt följande fördelar respektive nackdelar.

### Fördelar
- Balansering
- Höga varvtal
- Mindre massa än en V12.

### Nackdelar
- Krav på balansaxlar: Balansaxlar krävs för att få bort vibrationer som orsakas av obalans
- Inte lika jämn gång som andra V-motorer: En V12-motor går generellt jämnare jämfört med V10-motorer.
- Kostnader: Kostnader för utveckling och tillverkning är högre för V10-motorer om man jämför med V8-motorer. Detta då rörliga delar i motor är mer komplexa att tillverka.

### Svårigheter med V10 motorer
Att utveckla en V10-motor är mer komplicerat än t.ex. en V8, som har en naturlig optimal vinkel på 90° mellan cylinderraderna. V10-an har fem cylindrar per rad och teoretiskt sett är den bästa V-vinkeln 72°, vid vilken en cylinder i vardera raden kan arbeta på en gemensam vevtapp med 72° förskjutning mellan tändimpulserna. 
Dock har komplexiteten hos V10-motor lett till att man inte kunnat bygga dem i större skala förrän från och med 1980-talet, då CAD kom till. För att spara pengar i form av material- samt utvecklingskostnader baserar sig ofta dagens V10-motorer på 90-graders V8-motorer, till vilka man lagt till en cylinder per cylinderbank - totalt 2 extra cylindrar. Detta är dock långt ifrån idealet, varför också dessa motorer behöver speciella balansaxlar för att tygla vibrationerna. En V10:a kan också basera sig på konstruktionen av en V12:a, och det leder till likartade problem.

## Exempel på fordon med V10-motorer

### Personbilar

#### Audi
- S6 (2006 - )
- RS6 (2006 - )
- S8 (2006 - )

#### BMW
- M5 (2004 - 2010)[4]
- M6 (2005 - )
- M6, cabriolet (2006)
- M6 CSL (2007)

#### Bristol
- Fighter (2004 - )

#### Connaught
- Type-D H
- Type-D GT
- Type-D GT Syracuse Edition

#### Dodge
- Viper RT/10, första generationen (1992 - 1995)
- Viper GTS, andra generationen (1996 - 2002)
- Viper RT/10, andra generationen (1996 - 2002)
- Viper SRT/10, tredje generationen (2003 - 2007)
- Viper, fjärde generationen (2007-2010)
- Viper, femte genrationen (2012-2017)
- Ram, andra generationen (1994 - 2001)
- Ram, tredje generationen (2001 - 2008/2009)

#### Ford
- F-serien "Super Duty", tionde generationen (1999 - 2003)
- F-serien "Super Duty", elfte generationen (2005 - )

#### Honda
- NSX (2008)

#### Lamborghini
- Gallardo, första generationen (2004 - 2006)[5]
- Gallardo, andra generationen (2006 - )[6]
- Gallardo Special Edition (2005)
- Gallardo Spyder (2006)
- Huracán (2014-

#### Porsche
- Carrera GT (2004 - 2006)[7]

#### Volkswagen
- Phaeton (2002 - 2007)[8]
- Touareg (2004 - 2010)

### Tävlingsbilar

#### Formel 1
Företag vars V10-motorer använts inom formel 1:
- Asiatech
- BMW
- Cosworth
- Ferrari
- Ford
- Hart
- Honda
- Judd
- Mercedes-Ilmor
- Peugeot
- Renault
- Toyota
- Yamaha